# San Justo (Spagna)
San Justo è un comune spagnolo di 341 abitanti situato nella comarca di Sanabria, provincia di Zamora, appartenente alla comunità autonoma di Castiglia e León.
San Justo e anche una città nella Provincia di Buenos Aires- Argentina -nel Partido della Matanza di cui è capoluogo